# Ttangkkeut
Ttangkkeut ou Ddangkkeut (en hangeul : 땅끝) est le point le plus méridional de la péninsule coréenne. Il se trouve à Songho-ri (송호리, 松湖里), Songji-myeon (송지면, 松旨面), dans le district de Haenam et la province du Jeolla du Sud, en Corée du Sud. Il est aussi appelé Tomal ; tous ses noms signifient « bordure du pays » en coréen,.
Le village de Ttangkkeut (Ttangkkeut maeul, 땅끝마을) se trouve près du relief Galdusan.
Les îles Wando sont situées à moins d'une heure de route du village de Ttangkkeut.